# غارة جوية على أيطو (أكتوبر 2024)
الغارة الجوية الإسرائيلية على أيطو أو مجزرة أيطو هي غارة جوية شنَّتها طائرات الاحتلال الإسرائيلي على مبنى سكني مكوَّن من أربعة طوابق في منطقة زغرتا في بلدة أيطو شمال لبنان في يوم الاثنين 14 أكتوبر 2024 خلال الغزو الإسرائيلي للبنان 2024، أوقعت هذه الغارة اثنين وعشرين شهيداً بما في ذلك 12 امرأة وطفلين وثمانية جرحى. وهناك مطالبات دولية وأممية بتحقيق مستقل حول هذه المجزرة الإسرائيلية.